# سرجعبه‌ایان
سرجعبه‌ایان (نام علمی: Pyxicephalinae) نام یک زیرخانواده از تیره قورباغه‌های سرجعبه‌ای است.